# Arsilda, regina di Ponto
Arsilda, regina di Ponto (RV 700) è un dramma per musica in tre atti del compositore Antonio Vivaldi su libretto di Domenico Lalli.
Terza opera di Vivaldi, ebbe la sua prima messa in scena al Teatro Sant'Angelo di Venezia il 27 o il 28 ottobre del 1716. Come asserito dal Pallade Veneto, una rivista veneziana dell'epoca, l'opera ebbe molto successo e fu portata in scena senza difficoltà, dopo essere stata vistata dal censore, l'inquisitore generale della Repubblica di Venezia Tommaso Maria Gennari. Dopo la rappresentazione veneziana, il lavoro fu ripreso e rappresentato alla corte di Kassel e probabilmente anche a Dresda. Inoltre varie copie di parecchie arie del dramma sono state ritrovate, talvolta tradotte e/o riadattate, a Praga e a Cracovia. Dedicatario dell'opera fu il Conte Giacomo Brivio di Brochles.

## Gestazione
Questo lavoro si colloca nella prima fase dell'attività operistica del Prete Rosso, in un momento nella storia dell'opera veneziana dove si stava concludendo un'epoca in cui compositori come Carlo Francesco Pollarolo, Antonio Lotti e Francesco Gasparini, che dominavano la vita musicale della città, rappresentavano i loro lavori riferendosi al vecchio modello del dramma del secolo precedente, che aveva fatto la fortuna di Venezia. Ma nel 1713 avvenne una svolta, Gasparini tornò a Roma, il tradizionale Teatro San Cassiano fu chiuso e Vivaldi era in procinto di debuttare nei teatri veneziani. Egli cercò quindi tra il 1714 e 1715 di stabilire la sua reputazione e la sua autorità, sia di compositore che di impresario, nei teatri veneziani (soprattutto al Sant'Angelo), impresa ardua in una città aristocraticamente conservativa, dove i teatri erano sotto il controllo di patrizi. A prova di ciò nell'autunno del 1715 fu stipulato un contratto tra i proprietari del Sant'Angelo e l'impresario Pietro Denzio: questo pose fine alla crescente influenza di Vivaldi su questo palcoscenico. Fu quindi relegato al più piccolo Teatro San Moisè, ma tornò al Sant'Angelo nell'autunno del 1716, dove fu data appunto Arsilda Regina di Ponto. Nel frattempo l'ex cantante Pietro Ramponi succedette a Denzio nella carica d'impresario, però nonostante questo anche il Prete Rosso risulta apparire come impresario ufficiale durante questa stagione allo stesso teatro.
Nonostante Arsilda, regina di Ponto sia stata messa in scena nell'ottobre del 1716, il dramma era già pronto un anno prima, ma fu soggetto a un lungo e laborioso lavoro di tagli, revisioni e riadattamenti, sia nella musica che nel testo, al fine di evitare possibili censure.

## Primi interpreti
| ruolo    | tipologia vocale      | primi interpreti, 1716 |
| -------- | --------------------- | ---------------------- |
| Arsilda  | contralto             | Anna Vincenza Dotti    |
| Nicandro | soprano (in travesti) | Antonia Pellizzari     |
| Cisardo  | basso                 | Angelo Zannoni         |
| Tamase   | tenore                | Annibale Pio Fabri     |
| Barzane  | soprano castrato      | Carlo Cristini         |
| Mirinda  | soprano               | Maria Teresa Cotte     |
| Lisea    | contralto             | Anna Maria Bombaciari  |

## Trama

### Antefatto
Dopo la morte del marito, la vecchia Regina di Cilicia, Antipatra, regna assieme al cognato Cisardo fino a che i suoi due figli gemelli, Tamese e Lisea, non raggiungono la maggiore età. Per sedare una rivolta Tamese si reca verso i confini del regno assieme a Barzane, il giovane Re di Lidia e fidanzato segreto di sua sorella. Vengono ospitati presso il Re di Ponto, dove s'innamorano entrambi di sua figlia Arsilda; questo causa la rottura della loro amicizia. Arsilda sceglie Tamese come promesso sposo e Barzane giura vendetta, però nel viaggio di ritorno verso casa Tamese naufraga. Poiché al trono di Cilicia è possibile solo la successione maschile, Antipatra, credondolo morto, costringe la figlia Lisea a fingere di essere suo fratello gemello. Quindi dopo la morte della madre Lisea le succede al trono.

### Atto I
Siamo nel palazzo reale di Ama, capitale di Cilicia, dove Lisea, mascherata da Tamese, annuncia alla folla festante il proprio fidanzamento con la principessa di Ponto Arsilda. Tuttavia lo zio Cisardo invita tutti nel portare attenzione, in quanto è giunta notizia che un nemico è entrato in città al fine di rapire la promessa sposa.

Nel suo appartamento privato il "finto Tamese" rifiuta ad Arsilda per l'ennesima volta di redimere la promessa di matrimonio, la quale ne rimane profondamente ferita. Entra poi Nicandro, il quale giura fedeltà all'amico "Tamese" e promette di combattere contro il nemico infiltrato. Quando Lisea rimane finalmente sola, può dunque confidare la sua disperazione all'amica Mirinda; ambedue si scambiano confidenze e riflessioni sull'amore. Nel frattempo l'ostile intruso, che in realtà non è altro che Barzane, venuto a conoscenza del ritorno di "Tamese" decide di portare a compimento il suo passato giuramento di vendetta, ossia di uccidere l'ex amico. Ma il vero Tamese non è morto nel naufragio, bensì si è salvato e ora è nei parchi nella reggia mascherato da giardiniere: egli è profondamente amareggiato in quanto crede che la sorella gli abbia volutamente usurpato il trono. Appena Barzane scova Arsilda, le tende un'ìmboscata, ma ella viene prontalmente salvata da Tamese, il quale però non le rivela la sua vera identità. Arsilda si sente subito attratta dall'ignoto salvatore, mentre Barzane viene catturato. Poco dopo Lisea, che era occupata in una cerimonia di beatificazione in un tempio, viene informata dell'arresto dallo zio.

### Atto II
Sempre mascherata da Tamese, Lisea si reca da Barzane che ora si trova in prigione e lo rimprovera con veemenza di aver tradito la sua amante segreta (ossia lei stessa); Questa accusa confonde alquanto Barzane.

Arsilda presenta a Lisea il suo soccorritore, il quale non intende rivelare il suo nome la sua provenienza; le risposte evasive di Tamese fanno insospettire la sorella, la quale crede che egli sia proprio il fratello creduto morto; invece Arsilda, che si sente attratta sentimentalmente da lui, pensa che il "finto giardiniere" sia un suo ammiratore giunto da Ponto. Lisea, intuendo questa "attrazione", riesce a differire la celebrazione del matrimonio.

In onore della dea Diana viene tenuta una caccia. Lisea, che s'inganna sempre più dinanzi agli occhi di Arsilda, decide di tornare da Barzane al quale rivela che la sua amante segreta è ancora viva e che sta nascosta nel palazzo. Inoltre gli riferisce che sta soffrendo moltissimo e consegna a lui una chiave con la quale potrà raggiungerla. Barzane chiede dunque al "finto Tamase" di perdonarlo per aver tradito la sorella. Nel frattempo il vero Tamese sta consolando Arsilda, la quale è un po' confusa. Cisardo che ha avuto modo di origliare la conversazione, è inferocito per l'inganno della nipote.

### Atto III
Lisea (non più mascherata da Tamese) attende nelle catacombe del palazzo l'arrivo di Barzane.

Appena giunto, Barzane le chiede perdono e le promette di chiedere al "fratello" di sposarla. Lisea, a causa della sua gioia, non riesce a trovare uno sbocco a questa complessa situazione.

Mirinda confessa a Tamese la propria casta attrazione verso di lui e subito dopo Cisardo, capito chi è il vero Tamese, tenta di dissuadere il "finto giardiniere" di usurpare al trono. Di nascosto Lisea confessa allo zio Cisardo di esser stata costretta ad effettuare lo scambio di ruoli per ragioni di stato e di aver scoperto successivamente che il fratello era ancora vivo.

Poco dopo Barzane chiede al Lisea (nuovamente travestita da Tamese) la mano della sorella. Cisardo spiega al popolo la confusa situazione e Lisea cede al fratello il trono. L'opera si conclude con il duplice matrimonio Tamese-Arsilda e Barzane-Lisea.